# NGC 3512
NGC 3512 est une galaxie spirale intermédiaire située dans la constellation du Petit Lion. NGC 3512 a été découverte par l'astronome germano-britannique William Herschel en 1785.

## Caractéristiques
La classe de luminosité de NGC 3512 est III et elle présente une large raie HI. C'est aussi une galaxie LINER, c'est-à-dire une galaxie dont le noyau présente un spectre d'émission caractérisé par de larges raies d'atomes faiblement ionisés.

### Distance
Sa vitesse par rapport au fond diffus cosmologique est de 1 677 ± 21 km/s, ce qui correspond à une distance de Hubble de 24,7 ± 1,8 Mpc (∼80,6 millions d'al).
À ce jour, quatre mesures non basées sur le décalage vers le rouge (redshift) donnent une distance de 34,800 ± 6,869 Mpc (∼114 millions d'al), ce qui est tout juste à l'extérieur des valeurs de la distance de Hubble. Notons cependant que c'est avec la valeur moyenne des mesures indépendantes, lorsqu'elles existent, que la base de données NASA/IPAC calcule le diamètre d'une galaxie et qu'en conséquence le diamètre de NGC 3512 pourrait être d'environ 12,2 kpc (∼39 800 al) si on utilisait la distance de Hubble pour le calculer.

### Classification
On ne voit pas sur l'image du relevé SDSS la présence évidente d'une barre. La classification de spirale intermédiaire (SAB) par la base de données NASA/IPAC semble mieux correspondre à cette galaxie.

## Supernova
La supernova SN 2001fv été découverte  dans NGC 3512 le 3 novembre 2001 par l'astronome britannique Mark Armstrong. Cette supernova était de type II.

## Groupe de NGC 3504
NGC 3512 fait partie du groupe de NGC 3504. Ce groupe de galaxies comprend au moins 9 galaxies : NGC 3380, NGC 3400, NGC 3414, NGC 3418, NGC 3451, NGC 3504, NGC 3512, UGC 5921 et UGC 5958. Abraham Mahtessian mentionne aussi des galaxies de ce groupe dans un article parue en 1998, mais il n'y figure que 5 galaxies, soit NGC 3380, NGC 3400, NGC 3414, NGC 3418 et NGC 3451.

### Paire de galaxies
Selon Mahtessian, NGC 3504 forme une paire de galaxie avec NGC 3512.